# Bernhard Rust
Bernhard Rust (Hanôver, 30 de setembro de 1883 — Berne, 8 de maio de 1945) foi Ministro da Ciência, Educação e Cultura Nacional (Reichserziehungsminister) de 1934 a 1945.